# 匹克威克外传
《匹克威克外傳》（The Pickwick Papers），狄更斯的代表作品，於1836年出版。全書透過天真善良、不諳世事的匹克威克（Samuel Pickwick）與三位朋友外出旅行途中的一連串遭遇，描寫了當時英國的社會生活與風俗民情；本書主人翁匹克威克與騙子金格爾（Alfred Jingle）一次又一次的較量，使得本書具有高度可讀性，狄更斯在《匹克威克外傳》中充分表達了他的人道主義精神。
一開始這本書並沒有引起太多的注意，第一年只銷售500冊，到了1837年春天，《匹克威克外傳》已經成為英國社會爭相討論的話題，醫生在看病時讀它，法官在開庭時也在讀它，病人在病床上也在讀它，一時之間社會上出現了「匹克威克熱」，英國城市的街頭出現各種各樣與匹克威克有關的商品，最後此書成為世界文學的經典名作。

## 人物介紹
- Mr. Samuel Pickwick

主書的主角，是位英國正直的老鄉紳，而且是匹克威克俱樂部（Pickwick Club）的創立者。
- Mr. Nathaniel Winkle

與匹克威克一同旅行的同伴之一，是一名難搞的運動員。
- Mr. Augustus Snodgrass

與匹克威克一同旅行的同伴之一，是一名和氣的詩人。
- Mr. Tracy Tupman

與匹克威克一同旅行的同伴之一，是一名輕浮的傢伙。
- Mrs. Bardell

匹克威克的女房東。
- Sam Weller

匹克威克的侍從。
- Weller Senior

侍從的父親；全名不得而知。
- Mr. Alfred Jingle

一位好賭的吹牛者。
- Joe

一名嗜睡與嗜食的胖子。
- Mr. Wardle

一個農場主人，匹克威克的朋友。喬是他的僕人。